# 虎坊桥站
虎坊桥站是一个位于中国北京市西城区椿树街道、陶然亭街道、天桥街道、大栅栏街道交界骡马市大街、南新华街、虎坊路交叉口，属于北京地铁7号线的地铁车站，因虎坊桥（原名“虎房桥”，是通往明代设立的养虎之所“虎房”的专用桥梁）而得名。2014年12月28日随7号线开通一同投入使用。

## 位置
虎坊桥站位于北京外城，骡马市大街－珠市口西大街（两广路，东西向）与南新华街－虎坊路（南北向）交汇处，呈东西走向。

## 结构
虎坊桥站为地下两层三跨车站，岛式站台设计，车站结构总宽23米，采用暗挖施工。站厅内设有壁画《浩气宣南》。月台东端设有一条存车线。
| 地面层          | 出入口                        | A—D出入口                        |
| 地下一层 站厅层 | 站厅                          | 票务服务、自动售票机、一卡通充值 |
| 地下二层 站台层 |                               | █ 7号线往北京西站（菜市口）      |
| 地下二层 站台层 | 岛式站台，左側開门            |                                  |
| 地下二层 站台层 | █ 7号线往环球度假区（珠市口） |                                  |

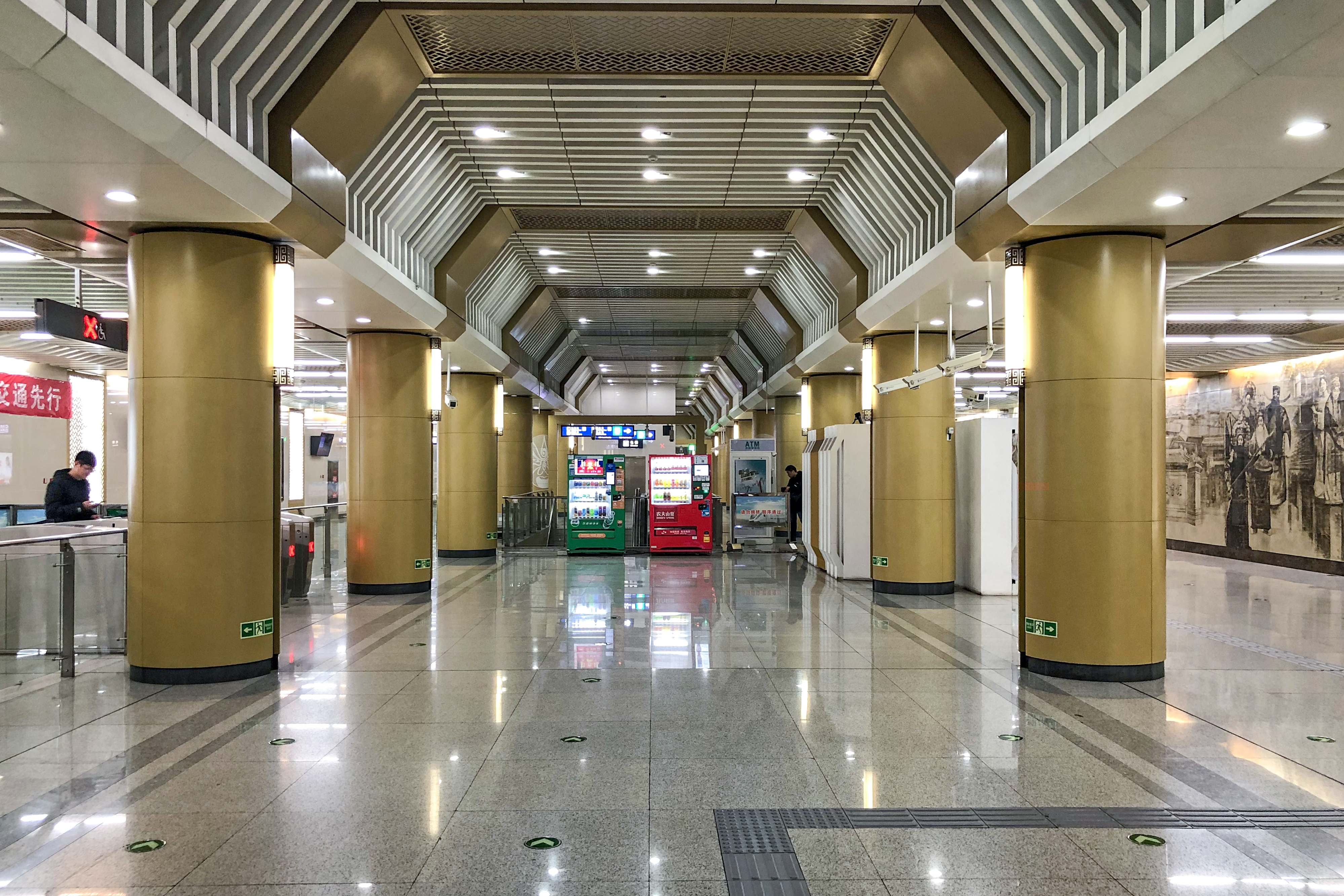
虎坊桥站站厅（2019年11月摄）

## 出入口
虎坊桥站设4个出入口。
|                       |                      |                                                    |      |            |
| 编号                  | 指示                 | 建议前往的目的地                                   | 照片 | 无障碍设施 |
| 出口 · A              | 骡马市大街（北侧）   | 南新华街、前孙公园胡同、后孙公园小学、北京四十三中 |      | 不適用     |
| 出口 · B              | 南新华街（东侧）     | 珠市口西大街（北侧）、胭脂胡同、纪晓岚故居         |      | 不適用     |
| 出口 · C · 升降机标志 | 珠市口西大街（南侧） | 万明路、虎坊路、阡儿胡同、太丰惠中大厦             |      |            |
| 出口 · D              | 虎坊路（西侧）       | 骡马市大街（南侧）、北京湖广会馆                   |      | 不適用     |
| 註： 設有             |                      |                                                    |      |            |